# Октябрьское (Карасуский район)
Октябрьское (каз. Октябрь) — село в Карасуском районе Костанайской области Казахстана. Административный центр и единственный населённый пункт Октябрьского сельского округа. Находится примерно в 63 км к югу от районного центра, села Карасу. Код КАТО — 395267100.

## История
Указом Президиума Верховного Совета Казахской ССР от 29 февраля 1956 года административному центру Октябрьского района Кустанайской области — поселку центральной усадьбы зернового совхоза «Железнодорожный» присвоено наименование — посёлок Октябрьский.
В 1956—1997 годах село являлось административным центром Октябрьского района.

## Население
В 1999 году население села составляло 2860 человек (1366 мужчин и 1494 женщины). По данным переписи 2009 года в селе проживали 3034 человека (1512 мужчин и 1522 женщины).